# Jai Bhagwan
Jai Bhagwan est un boxeur indien né le 11 mai 1985.

## Carrière
Sa carrière amateur est principalement marquée par une médaille d'argent remportée aux championnats d'Asie de Zhuhai en 2009 et par une médaille de bronze à Hô-Chi-Minh-Ville en 2005 dans la catégorie poids légers.

## Palmarès

### Jeux olympiques
- Qualifié pour les Jeux de 2012 à Londres, Angleterre

### Championnats d'Asie de boxe amateur
- Médaille de bronze en -60 kg en 2005 à Hô-Chi-Minh-Ville, Viêt Nam
- Médaille d'argent en -60 kg en 2009 à Zhuhai, Chine

### Jeux du Commonwealth
- Médaille de bronze en -60 kg en 2010 à New Delhi, Inde